# Shane Rose
Shane Rose (n. 24 aprilie 1973, Sydney, Noul Wales de Sud, Australia) este un Jocheu ce a reprezentat Australia, medaliat olimpic. A participat la 3 ediții ale Jocurilor Olimpice (2008, 2016, 2020) în care a câștigat o medalie de argint.